# Interjet

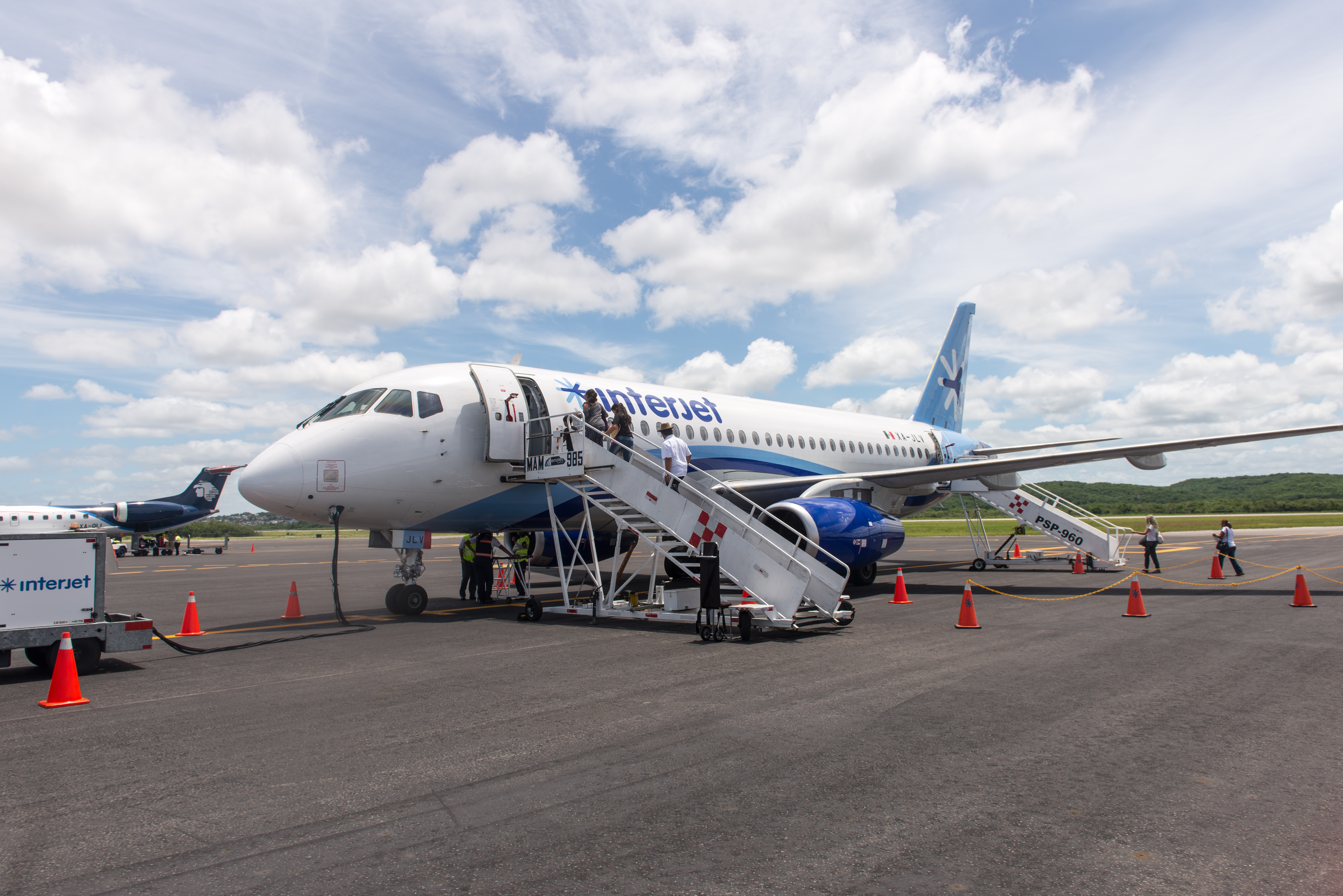
Sukhoi Superjet 100; Campeche, Mexico

Interjet (mã IATA = 4O, mã ICAO = AIJ) là hãng hàng không giá rẻ của México, trụ sở ở Toluca. Hãng có các tuyến đường quốc nội giữa Toluca và 14 thành phố Mexico. Căn cứ chính của hãng ở Sân bay quốc tế Lic. Adolfo López Mateos, (Toluca).

## Lịch sử
Interjet được thành lập năm 2005 và bắt đầu hoạt động từ ngày 1.12.2005 do Aleman Group làm chủ. Hãng có đội máy bay gồm 11 máy bay Airbus A320.

## Các nơi đến
- Los Cabos
- Ciudad del Carmen
- Tuxtla Gutiérrez
- Chihuahua
- Ciudad Juárez
- Toluca
- Acapulco
- Ixtapa-Zihuatanejo
- Guadalajara
- Puerto Vallarta
- Monterrey
- Huatulco
- Cancún
- Tampico
- Veracruz

## Đội máy bay
(Tháng 12/2007):
- 11 Airbus A320-200